# Conserverende tandheelkunde
Conserverende tandheelkunde is tandheelkunde toegepast op een zo conserverend mogelijke behandeling van tanddefecten, die al dan niet bijgeboord worden tot een optimale vulvorm, caviteit genaamd. Dit is het bekende gaatjes vullen, zoals het in de volksmond wordt genoemd.

## Classificatie
In theorie zijn er verschillende vullingen mogelijk (zie ook: Caviteitsindeling volgens Black):
- Black klasse I: een vulling op een uitgeboorde groeve op een molaar of een premolaar, op het occlusale vlak.
- Black klasse II Box only: een vulling op een caviteit die gevormd werd tussen de tanden in (interproximaal) bij premolaren en molaren.
- Black klasse II, samengesteld met Black klasse I: hierbij neemt men ook nog de groeve mee.
- Black klasse III: een interproximale vulling op fronttanden, zijnde snijtanden en hoektanden, waarbij de hoek met de snijdende rand niet wordt meegeprepareerd.
- Black klasse IV: een interproximale vulling op fronttanden, waarbij de hoek met de snijdende rand wel werd weggenomen.
- Black klasse V: een vulling op de buitenkant van de tanden, gelegen in het cervicale 1/3 van de tand (dus het dichtste bij het tandvlees).
- Knobbelopbouw: hiervan is sprake als bij een premolaar of molaar een knobbel is weggenomen als gevolg van cariës, trauma of andere oorzaken, en men deze terug opbouwt.
- Kroonopbouw: als goedkoop, maar kwalitatief slechter, alternatief voor kroon- en brugwerk kan een hele kroon terug opgebouwd worden met de klassieke restauratieve materialen (composiet en amalgaam)

In de praktijk kunnen de verschillende vormen in elkaar overlopen.

## Materialen
De vullingen zelf zijn meestal van amalgaam of composiet, tenzij het gaat om een voorlopige vulling of de patiënt een zeer slechte mondhygiëne heeft en/of een zeer groot risico heeft op secundaire cariës. In dat geval opteert men voor glasionomeercement, dat langzaam dentine en tandglazuur versterkend fluoride afgeeft.

## Complicaties
Indien het een diepe caviteit is, waarbij men bijna in de tandpulpa zit, gebruikt men weleens een calciumhydroxide cement (een zeer kleine hoeveelheid) om de fysiologische toestand van de pulpa te garanderen. Hierboven komt dan vaak een onderlaag (base of liner, afhankelijk van de dikte) die de pulpa beschermt tegen galvanisme, koude en warmte, drukkrachten, ... Deze onderlaag bestaat meestal uit glasionomeercement, maar ook zinkoxide-eugenol wordt weleens gebruikt, vooral bij voorlopige behandelingen, of indien het nodig is een sederend middel te gebruiken bij diepe caviteiten. Zinkoxide-eugenol wordt alleszins nooit gebruikt bij composietvullingen, omdat dit de uitharding ervan tegenwerkt.